# Dianthus lanceolatus
Dianthus lanceolatus là loài thực vật có hoa thuộc họ Cẩm chướng. Loài này được Steven ex Rchb. mô tả khoa học đầu tiên năm 1828.